# Ōmura Yoshiaki
Ōmura Yoshiaki est un nom japonais traditionnel ; le nom de famille (ou le nom d'école), Ōmura, précède donc le prénom (ou le nom d'artiste).
Ōmura Yoshiaki (大村 喜前, 1568-18 septembre 1616) est à la tête du clan Ōmura à la fin de l'époque Sengoku du Japon féodal. Comme Yoshiaki est le fils d'Ōmura Sumitada, il succède à son père à une période au cours de laquelle les relations avec les jésuites et le commerce avec les Portugais sont déjà fermement établis. À la suite de la suppression des Ōmura par Ryūzōji Takanobu en 1580, on peut supposer que Yoshiaki soutient ce dernier auprès duquel il conserve la position d'humble vassal jusqu'à la montée en puissance des Toyotomi après 1584. Il soutient d'abord Toyotomi Hideyoshi lors de la campagne de Corée de 1592, mais le soutien réciproque de Yoshiaki suivant ce scénario est relativement inconnu. Il est cependant documenté qu'il a au moins choisi de rester comme puissance neutre dans les années 1600, quand il refuse la proposition de participer à la bataille de Sekigahara.
Bien que Yoshiaki a ensuite été contraint de se désister en faveur de son fils, Sumitada, comme conséquence de son refus d'appuyer l'armée de l'Ouest de Tokugawa Ieyasu à Sekigahara, Yoshiaki aborde cependant l'époque d'Edo avec une certaine autorité sur les Ōmura, autorité qu'il justifie comme moyen d'expulser les jésuites de son domaine après une manifestation de défi au port de Nagasaki. À la suite de cet incident, Yoshiaki exclut le christianisme de son clan et applique le bouddhisme, peut-être pour apparaître favorablement à Tokugawa Ieyasu et potentiellement racheter un rang qui pourrait favoriser sa position sociale. Comme son nom de baptême « Dom Sancho » est en outre abandonné, la vie de Yoshiaki à la suite de cette période de temps est inconnue. Il décède en 1615.

## Source de la traduction
- (en) Cet article est partiellement ou en totalité issu de l’article de Wikipédia en anglais intitulé « Ōmura Yoshiaki » (voir la liste des auteurs).